# 氷河
氷河（ひょうが、英: glacier）は、山地では重力、平坦な大陸では氷の重さによる圧力によって塑性流動する、巨大な氷の塊である。

## 概要

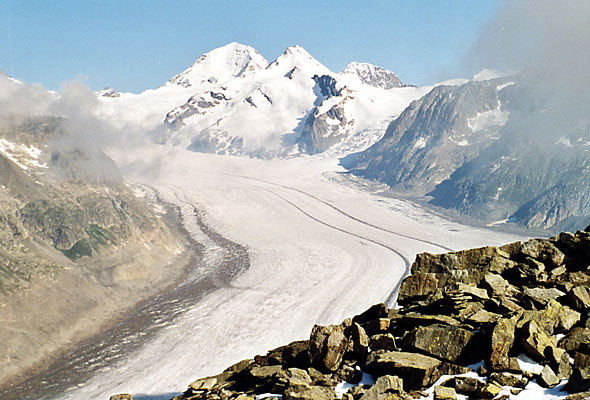
スイス・アルプスの氷河
モレーン（黒い線）が氷上にみられる

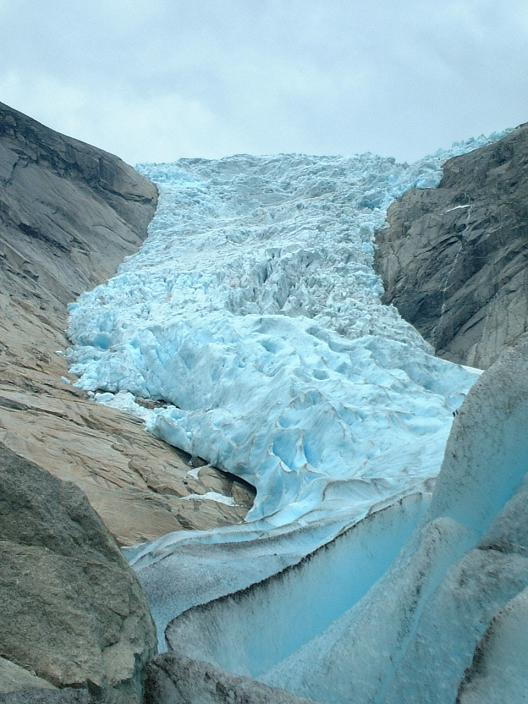
ノルウェーのブリックスダール氷河

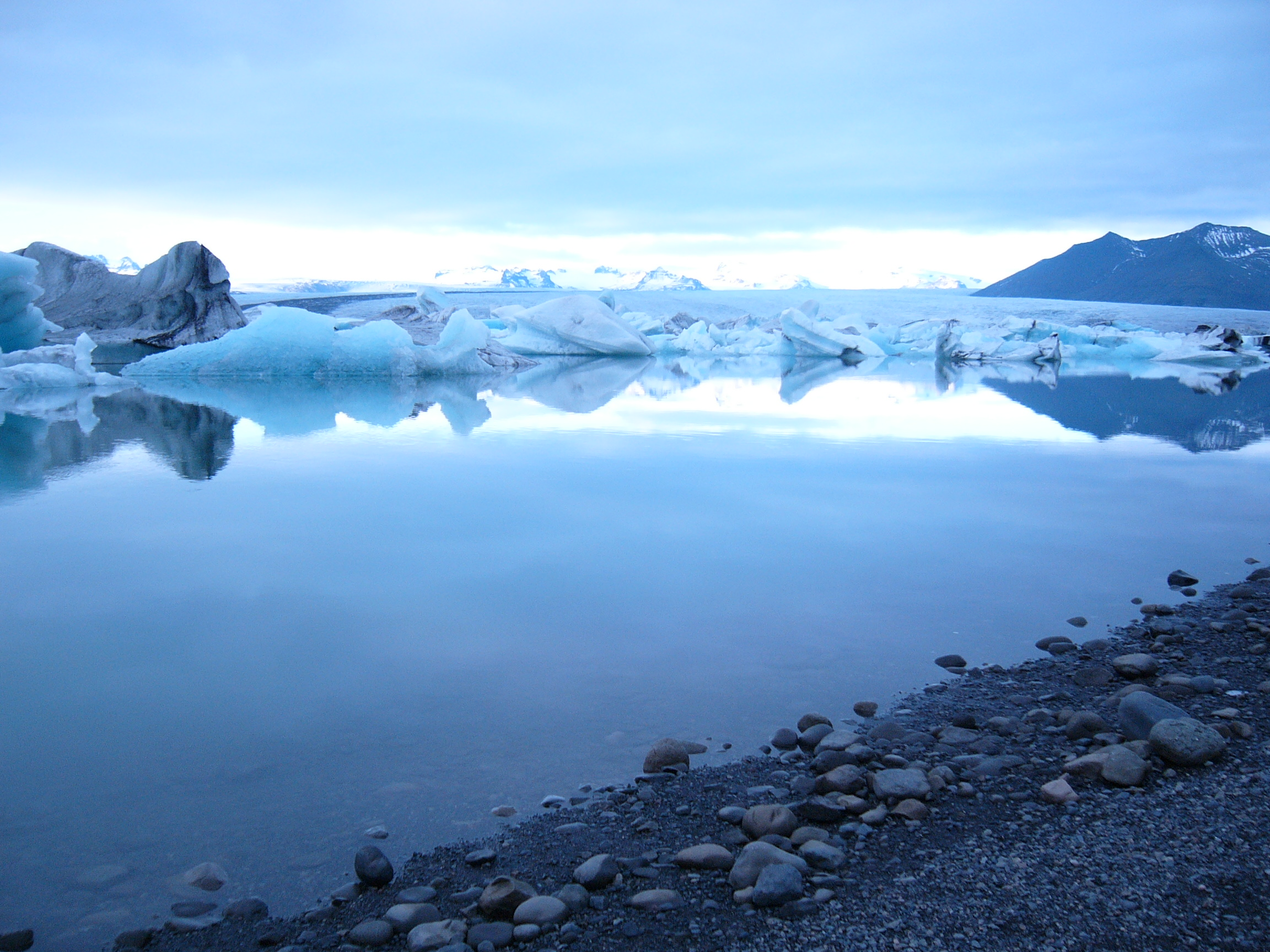
氷河の周囲には氷河湖が形成される場合がある。アイスランドのヨークルスアゥルロゥン湖

氷河は、山がちな、または傾斜した地形に、複数年にわたって氷や雪が堆積し、万年雪が圧縮されることでできる。下部には過去の氷期にできたものが融けずに残っている場合もある。氷河は侵食、堆積を活発に行い、独特な氷河地形を生む。
地球の気温と氷河は密接な関係があり、海進、海退の原因となる。現在陸上に見られる氷河は、南極氷床、グリーンランド氷床を最大級として、総計1,633万 km2に及び、陸地面積の約11%を覆う。
近年は人為的な地球温暖化の影響でその面積や質量の減少が激しく、問題となっている。

## 氷河の分類
氷河には発達地域による2種類の形態があることが知られている。一つは山岳地に形成される山岳氷河である。もう一つは主に南極大陸とグリーンランドの広大な面積を覆う大陸氷河である。
山岳氷河の温度は一年を通して、表面から底部まで氷の融点付近にあることが知られている。一方、極地の氷河は水の激しい昇華冷却により、常に氷点下にあり融解することがない。亜極地の氷河の表面は季節により融点付近に達し、溶けた水がいくらか氷河内部に流れ込むが、氷河の底部は常に融点以下である。
氷河の温度は表面の状態で見分けることができる。氷河本体が表面に出ている場合は融解しつつあり、乾いた雪によって覆われている場合はたとえ夏でも融解しないとされている。融解した水が表面に溜まっていたり、割れ目に流れ込んでいるような場合は、内部や表面に再凍結してできた氷塊や氷層が存在する。湿った雪がある場合においては、氷点以上に気温が上昇した最後の夏からの雪がすべて堆積している。氷が重なり合っている場合、融解した水が氷河の中で冷たい層のところで再凍結し、氷河になる氷が形成されつつある場面であるといえる。
氷河の中で最も小規模なものは山岳地帯の谷間に存在することから、谷氷河(valley glaciers)と呼ばれる。日本に現存する氷河は、すべてこの谷氷河である。それより少し大きな規模のものは、氷帽から流れ出る流出氷河(outlet glaciers)と呼ばれる。氷帽は山の頂上にある雪の塊で、山脈に存在する事が多いが、現在活動していない火山の上にも存在する場合もある。氷帽から氷の舌のようになって谷間に流れ出る事によって、流出氷河を形成する。この流出氷河自体は、氷河全体の規模から見ればまだまだ小規模なものに過ぎない。極冠や巨大山脈の氷帽から形成された流出氷河は、海にまで達することがある。
氷河の中で最も大規模なものは氷床である。氷床は地表面のほぼ全てを覆い隠すほどの規模であるが、現在では南極大陸とグリーンランドだけに存在する。これらの地域に氷床が存在するために、仮にグリーンランドの氷床が融解した場合には6m、南極のそれが融解すると65m、海面が上昇するとされているほどの、膨大な水分が氷として蓄えられている。
氷原は氷床に似ているが、氷床に比べると厚さや面積が小さい。大陸氷河は標高が高い平原に存在する。このタイプの氷河は多数あり、アイスランド、北極海の島々、ブリティッシュコロンビア州南部の北太平洋山脈からアラスカにかけての地域などに存在している。
カービング氷河(calving glacier)は、末端が海または湖に流れ込んでいる氷河である。海/湖に到達した氷河では、崩れ落ちるか、あるいは分離して氷山を形成する。この過程を氷山分離（カービング）という。アラスカで最も長いカービング氷河であるフバード氷河(en:Hubbard Glacier)は、10kmもの距離に渡って海に面している。ヤクタット湾と氷河湾には、高さ30mもの氷河が崩れ落ちる光景を見ることができるために、観光スポットとして活用されている。このタイプの氷河は、気候変動に加え、海/湖の環境変化に影響を受けるため、ほかのタイプの氷河よりも複雑な変動を示す。

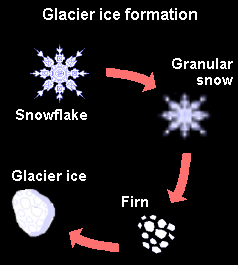
氷河の形成過程

## 氷河の形成
比較的温度の高い氷河は、融解と凍結を繰り返してざらざらしたネヴェ(névé)と呼ばれる雪を主成分とする。この雪はざらめ雪と呼ばれる。この氷河の氷は、氷と雪の層の下で圧力を受け融解し、フィルンという氷の粒に変化する。フィルンの層は一定の年月を経ると、さらに圧縮されて氷河の氷(glacial ice)となる。また、雪は温度変化のあるところにあると、数時間でそれぞれの表面に凹凸のある結晶に変性し始める（蒸気圧による現象とは異なる）。

## 世界の氷河

### 日本

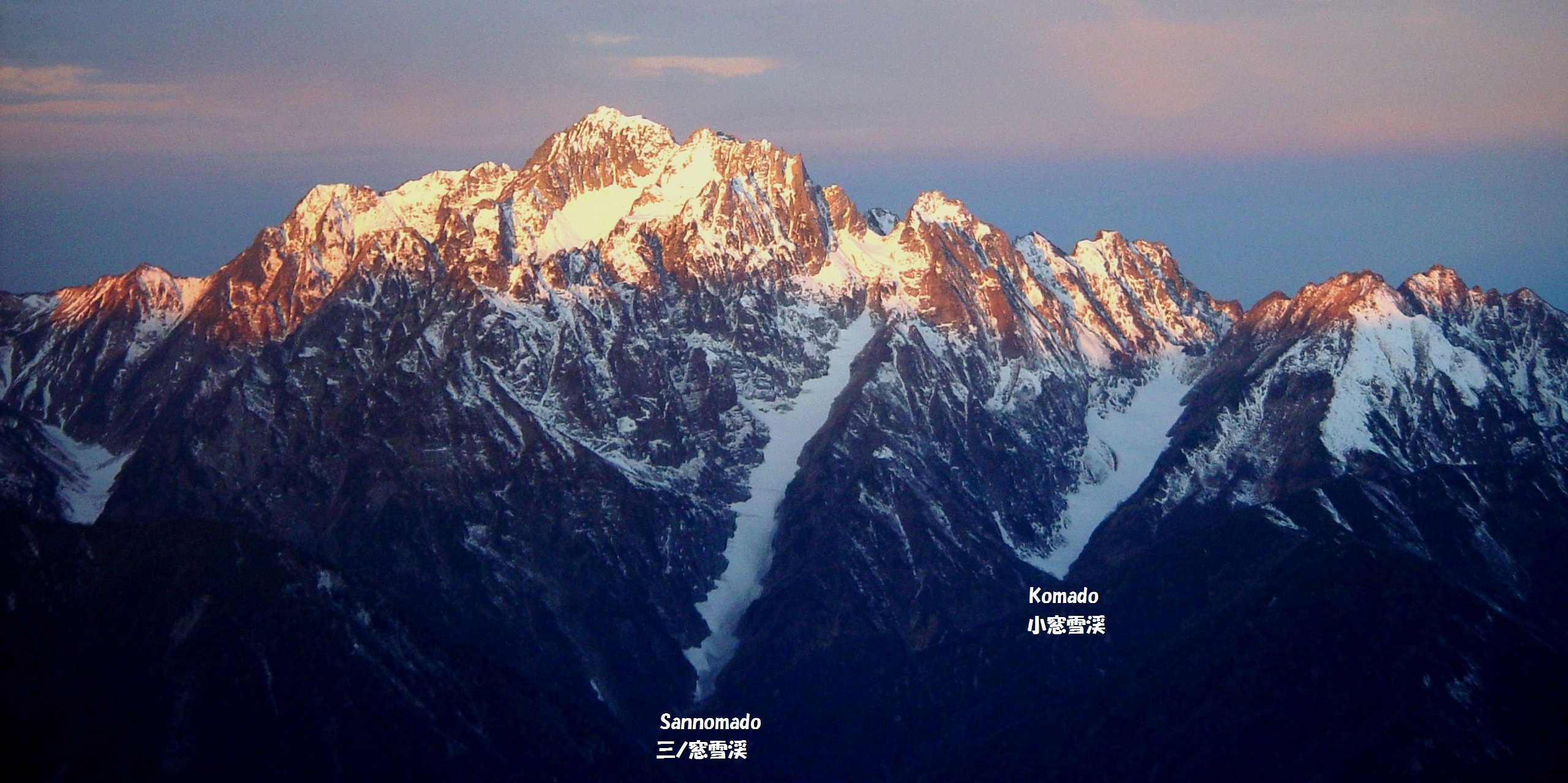
鹿島槍ヶ岳から望む剱岳の三ノ窓氷河と小窓氷河

かつて日本に氷河は存在しないとされていたが、1999年に立山内蔵助カール内に永久凍土が発見された事が報告され、数年間の調査を経て流動と維持継続が確認された事で、2012年4月に日本雪氷学会が剱岳の三ノ窓雪渓と小窓雪渓、立山の御前沢雪渓に氷河が現存している可能性を報告した。その後、2012年6月にそれぞれ「三ノ窓氷河」「小窓氷河」「御前沢氷河」を呼称とすることで同意した。これにより、カムチャツカ半島とされていた極東の氷河の南限は日本の富山県・立山連峰となった。
2018年1月には、長野県と富山県にまたがる北アルプス（飛騨山脈）の一部である鹿島槍ヶ岳のカクネ里雪渓（長野県大町市）が氷河であることが、現地調査結果をまとめた論文が複数の研究者の審査の後に学会誌『地理学評論』（2018年1月号）に掲載されたことで確定。カクネ里雪渓が日本では4例目となる氷河となった。この論文をまとめた調査団は、富山県上市町に位置する剱岳の池ノ谷（いけのたん）雪渓と、立山町にある立山内蔵助（くらのすけ）雪渓も氷河と判断しており、2019年に氷河と確認された唐松岳の唐松沢雪渓（長野県白馬村）も合わせると、2019年時点で日本国内の氷河は最大7カ所となる。